# 炭黑曲霉
炭黑曲霉（学名：Aspergillus carbonarius）是属于散囊菌目发菌科曲霉属的一种真菌，可生长在土壤、柿饼、植物根、霉果、牛粪等基物上。该种分布于中国、加纳、印度、印度尼西亚、日本、新喀里多尼亚、尼日利亚、南非、美国等地。